# Dodací list

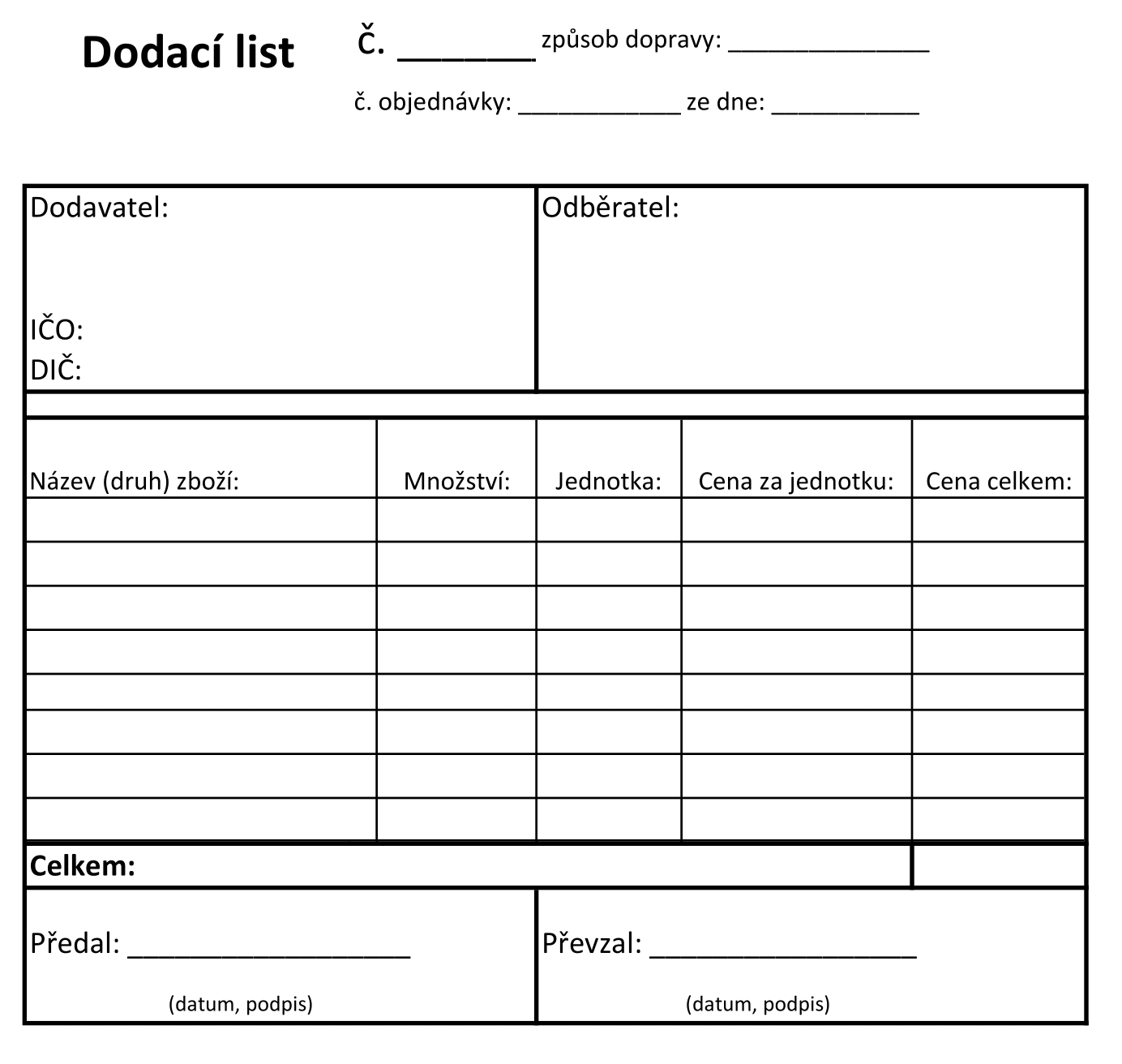
Příklad dodacího listu

Dodací list (slangově dodák) je doklad o tom, že výrobky či zboží byly odeslány, v jaké kvalitě, jejich druhy, množství atd. Dodací list není dokument, který by zákon vyžadoval, slouží pouze pro kontrolu nad pohybem zboží. Zpravidla obsahuje označení dodávky, adresy dodavatele a odběratele, názvy firem či jméno fyzické osoby, datum odeslání dodávky, číslo objednávky nebo její další specifikace a specifikace firmy či osoby, která dodávku převzala. V případě, že si dodávku neodebírá sám kupující, ale ta je předána přepravci, musí přepravce potvrdit, že dodávku převzal a tím za ni přebírá odpovědnost. V obchodní praxi je běžné, že faktura na dané zboží slouží zároveň jako dodací a záruční list, přičemž tento fakt je na ní uveden.